# Kessmansbo
Kjessmansbo är en by i Hedesunda socken nära den nordostliga gränsen till Valbo i Gävle kommun. Tidiga stavningar; Kettilzbode, Ketesbode, Kietissemandsbode under åren från 1544 och framåt. Kjessmansbo stavades från början med KJ men sen 50-talet så har Lantmäteriet stavat utan KJ. På skylten vid byn står det Kessmansbo på utan KJ men byborna försöker få tillbaka sitt J på skylten.